# Maison au 30, rue du Général-de-Gaulle à Riquewihr
La maison au 30, rue du Général-de-Gaulle est un monument historique situé à Riquewihr, dans le département français du Haut-Rhin.

## Localisation
Ce bâtiment est situé au 30, rue du Général-de-Gaulle à Riquewihr.

## Historique
L'édifice fait l'objet d'une inscription au titre des monuments historiques depuis 1930.